# Asthall
Asthall ou Asthal est un village et une paroisse civile de l'Oxfordshire, en Angleterre. Il est situé dans l'ouest du comté, sur la Windrush, un affluent de la Tamise, à une dizaine de kilomètres à l'ouest de la ville de Witney. Administrativement, il relève du district de West Oxfordshire.
Au recensement de 2011, la paroisse civile d'Asthall, qui comprend le village à proprement parler et les hameaux voisins de Asthall Leigh, Field Assarts, Stonelands et Worsham, ainsi qu'une partie de celui de Fordwells, comptait 252 habitants.

## Toponymie
Asthall provient du vieil anglais et désigne un angle de terrain (healh) situé à l'est (ēast). Ce toponyme est attesté dans le Domesday Book, compilé à la fin du XIe siècle, sous la forme Esthale.

## Patrimoine
- Le tumulus d'Asthall est un tertre funéraire de l'époque anglo-saxonne situé à un kilomètre et demi au sud du village.
- Asthall Manor (en) est un manoir jacobéen célèbre pour avoir été la demeure d'enfance des sœurs Mitford au début du XXe siècle.

## Personnalités liées
- La benjamine des sœurs Mitford, Deborah, est née à Asthall Manor en 1920.
- L'avocate Patricia Scotland, qui réside à Asthall, a été anoblie en 1997 avec le titre de « baronne Scotland d'Asthal[3] ».